# Jorge María Mejía
Jorge María Mejía (1923–2014) là một Hồng y người Argentina của Giáo hội Công giáo Rôma. Ông từng đảm nhận vai trò Hồng y Đẳng Linh mục Nhà thờ S. Girolamo della Carità, Thủ thư Thư viện Vatican, Thủ thư Văn khố Cơ mật Vatican trong 5 năm, từ năm 1998 đến năm 2003.
Vốn là một giáo sĩ trong vai trò phục vụ trong Giáo triều Rôma, ông từng đảm trách nhiều vai trò khác nhau trước khi tiến đến trở thành Thủ thư Thư viện Thành quốc Vatican, Thủ thư Tài liệu Bí mật Tòa Thánh, như: Phó Tổng Thư kí Uỷ ban Giáo hoàng về Công lý và Hòa Bình (1986–1994), Tổng Thư ký Thánh bộ Giám mục (1994–1998), Tổng Thư ký Hồng y đoàn (1994–1998). Ông được vinh thăng Hồng y ngày 21 tháng 2 năm 2001, bởi Giáo hoàng Gioan Phaolô II.

## Tiểu sử
Hồng y Jorge María Mejía sinh ngày 31 tháng 1 năm 1923 tại Buenos Aires, Argentina. Sau quá trình tu học dài hạn tại các cơ sở chủng viện theo quy định của Giáo luật, ngày 22 tháng 9 năm 1945, Phó tế Mejía, 22 tuổi, tiến đến việc được truyền chức linh mục. Tân linh mục là thành viên linh mục đoàn Tổng giáo phận Buenos Aires.
Sau 41 năm thi hành các công việc mục vụ với thẩm quyền và cương vị của một linh mục, ngày 8 tháng 3 năm 1986, Tòa Thánh loan tin Giáo hoàng đã quyết định tuyển chọn linh mục Jorge María Mejía, 63 tuổi, gia nhập Giám mục đoàn Công giáo Hoàn vũ, với vị trí được bổ nhiệm là giám mục Hiệu tòa Apollonia, Phó Tổng Thư kí Uỷ ban Giáo hoàng về Công lý và Hòa Bình. Lễ tấn phong cho vị giám mục tân cử được tổ chức sau đó vào ngày 12 tháng 4 cùng năm, với phần nghi thức chính yếu được cử hành cách trọng thể bởi 3 giáo sĩ cấp cao, gồm chủ phong là Hồng y Roger Marie Élie Etchegaray, Chủ tịch Uỷ ban Giáo hoàng về Công lý và Hòa Bình; hai vị giáo sĩ còn lại, với vai trò phụ phong, gồm có Tổng giám mục Eduardo Martínez Somalo, Thành viên Văn phòng Phủ Quốc Vụ khanh Tòa Thánh và Giám mục Antonio María Javierre Ortas, S.D.B., Tổng Thư ký Thánh bộ Giáo dục Công giáo. Tân giám mục chọn cho mình khẩu hiệu: IPSE EST PAX NOSTRA.
Ngày 28 tháng 6 năm 1988, ông được thăng Phó Chủ tịch Hội đồng Giáo hoàng Công lý và Hòa bình, được thăng cấp từ Uỷ ban cũ cùng tên. Ngày 5 tháng 3 năm 1994, ông được bổ nhiệm chức Tổng Thư ký Thánh bộ Giám mục. Sau đó ít lâu, ngày 10 tháng 3 cùng năm, ông kiêm thêm nhiệm vụ Tổng Thư ký Hồng y đoàn. Sau bốn năm đảm nhận vai trò Tổng Thư ký Thánh bộ Giám mục, ông được bổ nhiệm vào vị trí Thủ thư Thư viện Thành quốc Vatican, Thủ thư Tài liệu Bí mật Tòa Thánh. Thông báo về việc bổ nhiệm này được công bố cách rộng rãi vào ngày 7 tháng 3 năm 1998.
Bằng việc tổ chức công nghị Hồng y năm 2001 được cử hành chính thức vào ngày 21 tháng 2, Giáo hoàng Gioan Phaolô II đưa ra quyết định vinh thăng Tổng giám mục Jorge María Mejía tước vị danh dự của Giáo hội Công giáo, Hồng y. Tân Hồng y thuộc Đẳng Hồng y Phó tế và Nhà thờ Hiệu tòa được chỉ định là Nhà thờ S. Girolamo della Carità. Tân Hồng y đã cử hành các nghi thức nhận nhà thờ hiệu tòa của mình vào ngày 24 tháng 2 cùng năm.
Ngày 24 tháng 11 năm 2003, Tòa Thánh chấp thuận đơn từ nhiệm của ông, vì ý do tuổi tác, theo Giáo luật. Ngày 21 tháng 2 năm 2011, ông được thăng Đẳng Hồng y Linh mục và Nhà thờ Hiệu tòa được chỉ định như cũ. Ông qua đời vào ngày 9 tháng 12 năm 2014, thọ 91 tuổi.